# Inzinzac-Lochrist

Inzinzac-Lochrist este o comună în departamentul Morbihan, Franța. În 2009 avea o populație de 5895 de locuitori.